# Kaaimaneilanden op de Olympische Zomerspelen 2024
De Kaaimaneilanden namen deel aan de Olympische Zomerspelen 2024 in Parijs, Frankrijk.

## Aantal deelnemers
Hieronder volgt een overzicht van de atleten die zich kwalificeerden voor de Olympische Zomerspelen van 2024.
| Sport    | Mannen | Vrouwen | Totaal |
| -------- | ------ | ------- | ------ |
| Atletiek | 1      | 0       | 1      |
| Zeilen   | 0      | 1       | 1      |
| Zwemmen  | 1      | 1       | 2      |
| Totaal   | 2      | 2       | 4      |

## Deelnemers en resultaten

### Atletiek

#### Loopnummers
Mannen
| Atleet         | Onderdeel | Voorronde | Voorronde | Series | Series | Herkansingen | Herkansingen | Halve finale   | Halve finale   | Finale         | Finale         |
| Atleet         | Onderdeel | Tijd      | Rang      | Tijd   | Rang   | Tijd         | Rang         | Tijd           | Rang           | Tijd           | Rang           |
| -------------- | --------- | --------- | --------- | ------ | ------ | ------------ | ------------ | -------------- | -------------- | -------------- | -------------- |
| Davonte Howell | 100 m     | 10,31     | 1 Q       | 10,24  | 6      | n.v.t.       | n.v.t.       | Niet geplaatst | Niet geplaatst | Niet geplaatst | Niet geplaatst |

### Zeilen
Vrouwen
| atlete            | onderdeel | race | race | race | race | race | race | race | race | race | race        | race   | race   | race           | netto punten | eindnotering |
| atlete            | onderdeel | 1    | 2    | 3    | 4    | 5    | 6    | 7    | 8    | 9    | 10          | 11     | 12     | M              | netto punten | eindnotering |
| ----------------- | --------- | ---- | ---- | ---- | ---- | ---- | ---- | ---- | ---- | ---- | ----------- | ------ | ------ | -------------- | ------------ | ------------ |
| Charlotte Webster | ILCA 6    | 41   | 40   | 39   | 41   | 36   | 40   | 32   | 43   | 37   | geannuleerd | n.v.t. | n.v.t. | niet geplaatst | 306          | 41           |

### Zwemmen
Mannen
| atleet        | onderdeel        | series | series | halve finale | halve finale | finale         | finale         |
| atleet        | onderdeel        | tijd   | rang   | tijd         | rang         | tijd           | rang           |
| ------------- | ---------------- | ------ | ------ | ------------ | ------------ | -------------- | -------------- |
| Jordan Crooks | 50 m vrije slag  | 21,51  | 2 Q    | 21,54        | 4 Q          | 21,64          | 8              |
| Jordan Crooks | 100 m vrije slag | 48,01  | 5 Q    | 48,10        | 13           | niet geplaatst | niet geplaatst |

Vrouwen
| atleet         | onderdeel       | series | series | halve finale   | halve finale   | finale         | finale         |
| atleet         | onderdeel       | tijd   | rang   | tijd           | rang           | tijd           | rang           |
| -------------- | --------------- | ------ | ------ | -------------- | -------------- | -------------- | -------------- |
| Jillian Crooks | 50 m vrije slag | 56,15  | 23     | niet geplaatst | niet geplaatst | niet geplaatst | niet geplaatst |